# Bandol
Bandol è un comune francese di 8 523 abitanti situato nel dipartimento del Var della regione della Provenza-Alpi-Costa Azzurra.
Vi è morto il celebre imprenditore Louis Lumière, inventore assieme al fratello Auguste del proiettore cinematografico.

## Società

### Evoluzione demografica
Abitanti censiti